# Не убоюсь я зла
«Не убоюсь я зла» (англ. I Will Fear no Evil), на русском языке публиковался также под названием «Пройдя долиной смертной тени» — сатирико-философский роман Роберта Хайнлайна, посвящённый проблеме пересадки головного мозга человека. Публиковался в журнале Galaxy (номера за июль, август-сентябрь, октябрь-ноябрь, декабрь 1970). Опубликован отдельным изданием в 1970 году.

## Сюжет
Престарелый миллиардер Иоганн Себастьян Бах Смит не может умереть естественным путём, так как врачи искусственно поддерживают его одряхлевшее тело. Выходом для него становится пересадка головного мозга в тело подходящего донора. Окружающие подозревают, что это замаскированная попытка эвтаназии. Операция произведена успешно, но придя в себя, Иоганн Смит с ужасом узнаёт, что мозг его пересажен в тело секретаря Юнис Бранки, в которую он был влюблён. Девушка была убита в бедном квартале, где жила с мужем-художником. Теперь Иоганну приходится психологически стать женщиной.
Иоганну кажется, что личность Юнис продолжает жить в прежнем теле и постоянно общается с ним, помогая в адаптации. Это можно интерпретировать двояко: как раздвоение личности самого Иоганна в результате психологического шока (эту версию в конце романа озвучивает врач, когда слышит, как в бреду Иоганн разговаривает разными голосами), и как чудо (в пользу этой версии говорит первое появление Юнис до того, как Иоганн узнал о её смерти). Совместно, с помощью общих друзей, Иоганн и Юнис выдерживают судебный процесс, в ходе которого создаётся прецедент для операций по пересадке мозга: тело Юнис с мозгом Иоганна признано Иоганном Себастьяном Бахом Смитом, и он вновь может распоряжаться своим состоянием (внучки Иоганна, которые должны были получить наследство, настаивают на признании его умершим). Иоганн и Юнис принимают новое имя — Джоанна Юнис Смит, затем решают родить общего ребёнка, для чего девяностопятилетняя девушка отправляется в банк спермы, где вынуждает врача оплодотворить себя материалом Иоганна.
Джоанна Юнис выходит замуж за адвоката Иоганна Смита — Джейкоба Соломона, когда-то влюблённого в Юнис Бранку, как и сам Иоганн. После его смерти от кровоизлияния в мозг его личность присоединяется к Иоганну и Юнис.
Овдовевшая Джоанна Юнис, беременная, решает эмигрировать в лунные колонии, но во время перелёта умирает от отторжения, успев дать миру новую жизнь — ребёнка Юнис Бранки и Иоганна Себастьяна Баха Смита.

## Художественные особенности
Действие романа происходит приблизительно в 2010-е годы, которые изображаются Хайнлайном остро полемически, как в виде описаний, так и в форме новостных заголовков СМИ будущего времени. Мир начала XXI века был описан в чёрных красках: писатель экстраполировал негативные стороны общества 1960-х годов на будущее. Это мир глобальной экологической и социальной катастрофы, расщеплённый в расовом и психологическом отношении. Единственной надеждой Земли остаются лунные колонии, которые бурно развиваются. Примечательно, что ведущими сверхдержавами Хайнлайн называл США и Китай.
В книге присутствуют мотивы, обыкновенные для творчества Хайнлайна: радикальный индивидуализм, свободная любовь, взаимосвязь между сексуальными и духовными аспектами в человеческих отношениях и проблема бессмертия. Многие аспекты авторского замысла раскрываются во внутренних диалогах Иоганна и Юнис.

## Связь с другими произведениями
- Сюжет о превращении мужчины в женщину с последующим самооплодотворением впервые был реализован Хайнлайном в 1959 году в рассказе «Все вы зомби…»
- Сюжет романа кратко упоминается в романе «Достаточно времени для любви, или Жизни Лазаруса Лонга».

## Название
Название романа представляет собой цитату из Псалма 22:4 (в Библии короля Якова 23:4), обычно читаемого на похоронах. В своём переводе А. Лазарчук использовал цитату из Синодального перевода: «Пройдя долиной смертной тени», предшествующую «не убоюсь зла, потому что Ты со мной».